# Liste der Naturdenkmäler in Paderborn
Die Liste der Naturdenkmäler in Paderborn führt die Naturdenkmäler der Stadt Paderborn auf.
| Nr.       | Bezeichnung                                       | Lage                                                                                             | Bild                               | Koordinate                      |
| --------- | ------------------------------------------------- | ------------------------------------------------------------------------------------------------ | ---------------------------------- | ------------------------------- |
| 03 2.3.32 | Linde am Hengkrug                                 | Benhausen                                                                                        |                                    |                                 |
| 03 2.3.23 | 4 Linden am Friedhof                              | Benhausen                                                                                        |                                    |                                 |
| 03 2.3.22 | 2 Linden am Postweg                               | Benhausen                                                                                        |                                    |                                 |
| PB 01 I   | Linde auf dem Friedhof                            | Dahl                                                                                             |                                    |                                 |
| 03 2.3.40 | Hügelgrab bei Dahl                                | Dahl                                                                                             |                                    |                                 |
| 03 2.3.43 | Doline am Schrödersberg                           | Dahl                                                                                             |                                    |                                 |
| 03 2.3.33 | Teich „Braunsohle“                                | Dahl                                                                                             |                                    |                                 |
| 03 2.3.26 | Eiche am Holzweg                                  | Elsen                                                                                            |                                    |                                 |
| 03 2.3.27 | Eiche am Hof Jakobsmeyer                          | Elsen                                                                                            |                                    |                                 |
| 03 2.3.28 | 4 Linden an der Wewerstraße                       | Elsen Ortsausgang, Ecke Scharmeder Str.                                                          |                                    | 51° 43′ 33,9″ N, 8° 41′ 33,8″ O |
| 03 2.3.29 | Findling am Heierburshof                          | Elsen                                                                                            |                                    |                                 |
| PB 02 I   | Eiche am Glockenbusch                             | Elsen östl. Sackgasse, zwischen H# 31 und 40                                                     |                                    | 51° 44′ 31,7″ N, 8° 41′ 24,2″ O |
| PB 03 I   | Eiche am Bohlenweg                                | Elsen Auf dem Grundstück Bohlenweg 34                                                            |                                    | 51° 44′ 18,7″ N, 8° 41′ 16,8″ O |
| PB 04 I   | Linde an der Gesselner Straße                     | Elsen Gesselner Str., Ecke „An der dicken Linde“, zu Fuss ortsauswärts Richtung Karl-Arnold-Str. |                                    | 51° 44′ 15,2″ N, 8° 40′ 23,5″ O |
| PB 05 I   | Eiche am Tennisplatz                              | Elsen Am Schlengerbusch / TuRa Elsen, via Parkplatz Alisobad, Kita „Nesthausen“                  |                                    | 51° 44′ 25,8″ N, 8° 40′ 55,1″ O |
| PB 06 I   | Kastanie an der Gunnestraße                       | Elsen Vor H# 4, Parkplatz gegenüber an der Ecke Bohlenweg                                        |                                    | 51° 44′ 4,1″ N, 8° 41′ 31,5″ O  |
| 03 2.3.35 | Zwei Bergahorne am Südhang                        | Elsen An der Bundesstraße 1                                                                      |                                    | 51° 41′ 57,6″ N, 8° 41′ 22,5″ O |
| 03 2.3.30 | Zwei Mammutbäume am Gut Ringelsbruch              | Elsen                                                                                            |                                    | 51° 42′ 18,6″ N, 8° 41′ 10,7″ O |
| 03 2.3.31 | Findling am Gut Ringelsbruch                      | Elsen                                                                                            |                                    | 51° 42′ 13,9″ N, 8° 40′ 54,4″ O |
| 03 2.3.18 | Eiche am Glockenbusch                             | Elsen Wiese hinter den Wohnhäusern, Zugang neben H#28 möglich                                    |                                    | 51° 44′ 28,6″ N, 8° 41′ 22,4″ O |
| 03 2.3.19 | Eiche am Glockenbusch                             | Elsen                                                                                            |                                    |                                 |
| 03 2.3.8  | Eiche am Hof Meyer                                | Marienloh                                                                                        |                                    |                                 |
| 03 2.3.10 | 2 Linden an der „Schwarzen Brücke“                | Marienloh                                                                                        | 2 Linden an der „Schwarzen Brücke“ |                                 |
| 03 2.3.11 | Feldahorn an der Beke                             | Marienloh                                                                                        |                                    |                                 |
| 03 2.3.12 | Feldulme an der Beke                              | Marienloh                                                                                        |                                    |                                 |
| 03 2.3.5  | Linde am Hof Rudolphi                             | Marienloh                                                                                        |                                    |                                 |
| 03 2.3.6  | Eiche am Tallhof                                  | Marienloh                                                                                        |                                    |                                 |
| 03 2.3.3  | Kastanie am Schloss Marienloh                     | Marienloh                                                                                        |                                    |                                 |
| 03 2.3.4  | Rotbuche am Schloss Marienloh                     | Marienloh                                                                                        | Rotbuche am Schloss Marienloh      | 51° 46′ 1,2″ N, 8° 47′ 22,6″ O  |
| 03 2.3.25 | Linde auf der Brede                               | Neuenbeken                                                                                       |                                    |                                 |
| 03 2.3.24 | 2 Hainbuchen auf der Brede                        | Neuenbeken                                                                                       |                                    |                                 |
| 03 2.3.37 | Doline am Haxterberg                              | Paderborn                                                                                        |                                    |                                 |
| 03 2.3.38 | 2 Hainbuchen im Haxtergrund                       | Paderborn                                                                                        |                                    |                                 |
| 03 2.3.39 | Esche am Knickweg                                 | Paderborn                                                                                        |                                    |                                 |
| PB 07 I   | Findling Hermann-Kirchhoff-Str. 2                 | Paderborn                                                                                        |                                    |                                 |
| PB 08 I   | Findling Hermann-Kirchhoff-Straße                 | Paderborn                                                                                        |                                    |                                 |
| PB 09 I   | Tausendquell                                      | Paderborn                                                                                        |                                    |                                 |
| PB 10 I   | Platane am Elsässer Weg                           | Paderborn                                                                                        |                                    |                                 |
| PB 11 I   | Eibe am Rolandsweg                                | Paderborn                                                                                        | Eibe am Rolandsweg                 |                                 |
| PB 12 I   | Eiche am Tegelweg                                 | Paderborn                                                                                        | Eiche am Tegelweg                  |                                 |
| PB 13 I   | Feldahorn am Tegelweg                             | Paderborn                                                                                        | Feldahorn am Tegelweg              |                                 |
| PB 14 I   | Schwarznuss am Pelizäeus-Gymnasium                | Paderborn Gierswall                                                                              |                                    |                                 |
| PB 15 I   | Blutbuche am Pelizäeus-Gymnasium                  | Paderborn Gierswall                                                                              |                                    |                                 |
| PB 16 I   | Ginkgo am Busdorfwall                             | Paderborn                                                                                        |                                    |                                 |
| PB 17 I   | Ginkgo am Haxthausenhof                           | Paderborn                                                                                        | Ginkgo am Haxthausenhof            | 51° 43′ 17″ N, 8° 45′ 11,4″ O   |
| PB 18 I   | 2 Platanen am Haxthausenhof                       | Paderborn                                                                                        | Platane am Haxthausenhof           | 51° 43′ 16,1″ N, 8° 45′ 12,5″ O |
| PB 19 I   | Rothoborn- und Dielenpader am Geisselschen Garten | Paderborn                                                                                        |                                    | 51° 43′ 10,7″ N, 8° 45′ 15,6″ O |
| PB 20 I   | Catalpa im Geisselschen Garten                    | Paderborn Geisselscher Garten                                                                    | Catalpa im Geisselschen Garten     | 51° 43′ 14,1″ N, 8° 45′ 12,8″ O |
| PB 21 I   | Findling im Geisselschen Garten                   | Paderborn                                                                                        | Findling im Geisselschen Garten    |                                 |
| PB 22 I   | Linde vor der Kapuzinerkirche                     | Paderborn Liborianum, An den Kapuzinern                                                          | Linde vor der Kapuzinerkirche      | 51° 43′ 15″ N, 8° 45′ 29,6″ O   |
| PB 23 I   | Blutbuche am Konrad-Martin-Haus                   | Paderborn                                                                                        | Blutbuche am Konrad-Martin-Haus    |                                 |
| PB 24 I   | Domlinde                                          | Paderborn                                                                                        |                                    | 51° 43′ 11,5″ N, 8° 45′ 24,8″ O |
| PB 25 I   | Eibe an der Busdorfmauer                          | Paderborn Am Busdorf (Hardehauser Hof)                                                           |                                    |                                 |
| PB 26 I   | Pyramideneiche an der Busdorfmauer                | Paderborn Am Busdorf (Hardehauser Hof)                                                           |                                    |                                 |
| PB 28 I   | 3 Eiben am Mutterhaus                             | Paderborn Am Mutterhaus der Kongregation der Schwestern der Christlichen Liebe                   |                                    | 51° 42′ 56″ N, 8° 45′ 43,2″ O   |
| 03 2.3.21 | Kastanie bei Gut Rosenkranz                       | Paderborn                                                                                        |                                    |                                 |
| PB 29 I   | Bergahorn am Mutterhaus                           | Paderborn Am Mutterhaus der Kongregation der Schwestern der Christlichen Liebe                   |                                    | 51° 42′ 55,3″ N, 8° 45′ 40,7″ O |
| PB 30 I   | Zwei Trauerbuchen vor der Conradus-Kapelle        | Paderborn Ruhestätte von Pauline von Mallinckrodt                                                |                                    | 51° 42′ 54″ N, 8° 45′ 48″ O     |
| PB 31 I   | Kastanie an der Mallinckrodtstraße                | Paderborn Am Mutterhaus der Kongregation der Schwestern der Christlichen Liebe                   |                                    | 51° 42′ 53,3″ N, 8° 45′ 40,6″ O |
| PB 32 I   | Eibe an der Pauline-Schule                        | Paderborn Auf dem Schulgelände der Pauline-Schule direkt neben dem alten Schulmuseum             |                                    | 51° 42′ 52,8″ N, 8° 45′ 37,1″ O |
| PB 33 I   | Trauerbuche und Blutbuche an der Bahnhofstraße    | Paderborn                                                                                        |                                    |                                 |
| 01 2.3.3  | Heidemoor up’m Piepenbrink – Ost                  | Sande                                                                                            |                                    |                                 |
| 01 2.3.2  | Heidemoor up’m Piepenbrink – West                 | Sande                                                                                            |                                    |                                 |
| 01 2.3.4  | Weckers Heideteich                                | Sande                                                                                            |                                    |                                 |
| 03 2.3.16 | Eiche am Hof Heggen                               | Sande                                                                                            |                                    |                                 |
| 03 2.3.17 | Eiche im Mühlengrund                              | Sande                                                                                            |                                    |                                 |
| 01 2.3.15 | Eiche auf dem Hof Eschenbusch                     | Sande                                                                                            |                                    |                                 |
| 01 2.3.8  | Findling                                          | Sande                                                                                            |                                    |                                 |
| PB 34 I   | Kastanie auf dem Kirchplatz                       | Schloß Neuhaus                                                                                   |                                    |                                 |
| PB 35 I   | 2 Platanen am Schloss Neuhaus                     | Schloß Neuhaus                                                                                   |                                    | 51° 44′ 42,2″ N, 8° 42′ 43,5″ O |
| PB 36 I   | Kastanie am Schloss Neuhaus                       | Schloß Neuhaus                                                                                   |                                    |                                 |
| PB 37 I   | Eiche am Schulzentrum                             | Schloß Neuhaus                                                                                   |                                    |                                 |
| 01 2.3.16 | Eichenreihe am Diebesweg                          | Schloß Neuhaus                                                                                   |                                    |                                 |
| 03 2.3.42 | 2 Eichen im Talbruch                              | Wewer                                                                                            |                                    |                                 |
| 03 2.3.34 | Linde in der Kluswiese                            | Wewer An der Bundesstraße 1                                                                      |                                    | 51° 41′ 37,2″ N, 8° 40′ 14,6″ O |
| 03 2.3.36 | Pyramideneiche am Schloß Wewer                    | Wewer                                                                                            |                                    |                                 |
| 03 2.3.41 | 4 Linden an der Bleiche                           | Wewer                                                                                            |                                    |                                 |
| PB 39 I   | Findling Auf dem Meere                            | Wewer Inschrift: 1150 Jahre Wewer                                                                |                                    | 51° 41′ 25,4″ N, 8° 41′ 39,7″ O |
| PB 38 I   | Findling Alter Hellweg                            | Wewer                                                                                            |                                    |                                 |